# Fugazi (album)
Fugazi je druhé album progresivní rockové kapely Marillion. Bylo vydáno v roce 1984. Tohle je první album Marillion s bubeníkem Ianem Mosleyem. Remaster alba vyšel jako 2 CD v únoru 1998.

## Seznam stop (originální CD 1984)

### Strana první
1. "Assassing" – 7:02
2. "Punch And Judy" – 3:21
3. "Jigsaw" – 6:49
4. "Emerald Lies" – 5:08

### Strana druhá
1. "She Chameleon" – 6:52
2. "Incubus" – 8:30
3. "Fugazi" – 8:12

## Seznam stop (remaster 2 CD 1998)

### CD 1
1. "Assassing" – 7:02
2. "Punch And Judy" – 3:21
3. "Jigsaw" – 6:49
4. "Emerald Lies" – 5:08
5. "She Chameleon" – 6:52
6. "Incubus" – 8:30
7. "Fugazi" – 8:12

### CD 2
1. "Cinderella Search" (12" version) – 5:31
2. "Assassing" (Alternate Mix) – 7:40)
3. "Three Boats Down From The Candy" (1984 Re-recording) – 4:00
4. "Punch and Judy" (Demo) – 3:50
5. "She Chameleon" (Demo) – 6:34
6. "Emerald Lies" (Demo) – 5:32
7. "Incubus" (Demo) – 8:09

## Obsazení
- Fish – zpěv
- Steve Rothery – kytara
- Mark Kelly – klávesy
- Pete Trewavas – basová kytara
- Ian Mosley – bicí

hosté
- Linda Pyke – doprovodné vokály na "Incubus"